# Stuart Margolin
Pour les articles homonymes, voir Margolin.
Stuart Margolin, né le 31 janvier 1940 à Davenport (Iowa) et mort le 12 décembre 2022 à Staunton (Virginie), est un acteur, compositeur, producteur, réalisateur et scénariste américain.

## Biographie
Stuart Margolin est apparu notamment dans De l'or pour les braves (1970) puis dans Le Cercle noir (1973) et Un justicier dans la ville (1974) aux côtés de Charles Bronson.
Il a été marié trois fois :
- à Joyce Eliason de 1966 à 1975
- à Teresa Lynn McCortney
- à Patricia Ann Dunn

Il meurt le 12 décembre 2022 à l'âge de 82 ans.
Il était le frère du scénariste et producteur de télévision Arnold Margolin.

## Filmographie

### Comme acteur
- 1966 : Women of the Prehistoric Planet : Chief
- 1966 : Occasional Wife (série télévisée) : Bernie
- 1967 : L'Homme de fer (TV) : News Show Staff
- 1968 : Don't Just Stand There : Remy
- 1970 : The Gamblers : Goldy
- 1970 : De l'or pour les braves (Kelly's Heroes) : Pvt. Little Joe
- 1970 : The Intruders (en) (TV) : Jesse James
- 1971 : Nichols (série télévisée) : Mitch
- 1972 : Limbo : Phil Garrett
- 1973 : Cops (TV) : Benny the Squealer
- 1973 : Le Cercle noir (The Stone Killer) : Lawrence
- 1973 : A Summer Without Boys (TV) : voix de Dan Hailey
- 1974 : 200 dollars plus les frais (TV) : Evelyn 'Angel' Martin
- 1974 : Un justicier dans la ville (Death Wish) : Ames Jainchill
- 1974 : The California Kid (TV) : député
- 1974 : Le Flambeur (The Gambler) de Karel Reisz : cowboy
- 1974 : This Is the West That Was (TV) : Blind Pete
- 1976 : Lanigan's Rabbi (TV) : rabbin David Small
- 1976 : Le Bus en folie (The Big Bus) : Alex
- 1976 : Perilous Voyage (TV) : Rico
- 1976 : Les Rescapés du futur (Futureworld) : Harry
- 1977 : Héros (Heroes) : Motorist at Garage
- 1978 : Les Moissons du ciel (Days of Heaven) : Mill Foreman
- 1981 : S.O.B. : Gary Murdock
- 1981 : Bret Maverick (TV) : Philo Sandeen, Half-breed Indian Tracker aka Standing Bear, aka In The Wind
- 1983 : Class (Class) : Balaban
- 1983 : Mr. Smith (en) (série télévisée) : docteur Klein
- 1983 : Le Crime dans le sang (A Killer in the Family) (TV) : Randy Greenawalt
- 1984 : Running Hot : Officer Trent
- 1984 : The Glitter Dome (TV) : Herman Sinclair
- 1986 : Un sacré bordel (A Fine Mess) : Maurice 'Binky' Drundza
- 1988 : L'Aigle de fer 2 (Iron Eagle II) : général Stillmore
- 1989 : Bye Bye Blues : Slim Godfrey
- 1990 : Deep Sleep : Bob
- 1990 : Mom PI (en) (série télévisée) : Bernard Fox
- 1991 : La Liste noire (Guilty by Suspicion) : Abe Barron
- 1991 : Vendetta: Secrets of a Mafia Bride (TV) : Chinnici
- 1992 : Impolite : I.M. Penner
- 1992 : Deux jumelles dans l'Ouest (To Grandmother's House We Go) (TV) : détective Gremp
- 1994 : The Rockford Files: I Still Love L.A. (TV) : Angel Martin
- 1995 : The Rockford Files: A Blessing in Disguise (TV) : Angel Martin
- 1996 : The Rockford Files: If the Frame Fits... (TV) : Angel Martin
- 1996 : The Rockford Files: Godfather Knows Best (TV) : Angel Martin
- 1996 : The Rockford Files: Friends and Foul Play (TV) : Angel Martin
- 1996 : The Rockford Files: Punishment and Crime (TV) : Angel Martin
- 1996 : Mother Trucker: The Diana Kilmury Story (TV) : John
- 1997 : The Lay of the Land : Carmine Ficcone
- 1997 : The Rockford Files: Murder and Misdemeanors (TV) : Angel Martin
- 1999 : The Hi-Line : Clyde Johnson
- 1999 : These Arms of Mine (série télévisée) : Miles Rankin
- 1999 : The Rockford Files: If It Bleeds... It Leads (TV) : Angel Martin
- 1999 : TV business (Beggars and Choosers) (série télévisée) : Kendall Gifford
- 2002 : Tom Stone (série télévisée) : Jack Welsh
- 2003 : Méthode Zoé (Wild Card) (série télévisée)
- 2012 : Arbitrage de Nicholas Jarecki : Syd Felder
- 2018 : X-Files (série télévisée) : Dr Thaddeus Q. Ils (saison 11, épisode L'Effet Reggie)

### comme réalisateur
- 1974 : The Texas Wheelers (série télévisée)
- 1977 : The Hardy Boys/Nancy Drew Mysteries (série télévisée)
- 1977 : The Hardy Boys Mysteries (série télévisée)
- 1977 : The Fitzpatricks (série télévisée)
- 1977 : La croisière s'amuse (The Love Boat) (série télévisée)
- 1978 : Suddenly, Love (TV)
- 1979 : Pour l'amour du risque (Hart to Hart) (série télévisée)
- 1979 : A Shining Season (TV)
- 1981 : Bret Maverick (série télévisée)
- 1981 : Bret Maverick (TV)
- 1982 : The Long Summer of George Adams (TV)
- 1983 : Dirkham Detective Agency (TV)
- 1984 : The Glitter Dome (TV)
- 1984 : Harry Fox, le vieux renard (Crazy Like a Fox) (série télévisée)
- 1985 : Ray Bradbury présente (The Ray Bradbury Theater) (série télévisée)
- 1987 : The Room Upstairs (en) (TV)
- 1987 : The Facts of Life Down Under (TV)
- 1988 : Paramedics
- 1989 : Un privé nommé Stryker (B.L. Stryker) (série télévisée)
- 1989 : Code Quantum (Quantum Leap) (série télévisée)
- 1991 : Attachez vos ceintures (Fly by Night) (série télévisée)
- 1991 : Vendetta: Secrets of a Mafia Bride (TV)
- 1992 : Au nord du 60e (North of 60) (série télévisée)
- 1993 : Medicine River (TV)
- 1993 : Doubles jumelles, doubles problèmes (Double, Double, Toil and Trouble) (TV)
- 1994 : How the West Was Fun (TV)
- 1995 : Jake and the Kid (série télévisée)
- 1996 : Black Harbour (série télévisée)
- 1996 : Salt Water Moose
- 1996 : The Rockford Files: Friends and Foul Play (TV)
- 1996 : Promised Land (en) (série télévisée)
- 1997-2000 : Les Anges du bonheur (Touched by an Angel) (série télévisée)
- 1998 : The Sweetest Gift (TV)
- 1998 : Coroner Da Vinci (Da Vinci's Inquest) (série télévisée)
- 1998 : Face à son passé (Stranger in Town) (TV)
- 1999 : The Rockford Files: If It Bleeds... It Leads (TV)

### comme compositeur
- 1991 : Vendetta: Secrets of a Mafia Bride (TV)
- 1972 : Evil Roy Slade (TV)
- 1972 : En piste (Rolling Man) (TV)
- 1982 : The Long Summer of George Adams (TV)
- 1984 : The Glitter Dome (TV)
- 1991 : Vendetta: Secrets of a Mafia Bride (TV)

### comme scénariste
- 1969 : The Ballad of Andy Crocker (TV)

### comme producteur
- 1969 : The Ballad of Andy Crocker (TV)
- 1984 : The Glitter Dome (TV)